# Cyclaulacidea matilei
Cyclaulacidea matilei is een insect dat behoort tot de orde vliesvleugeligen (Hymenoptera) en de familie van de schildwespen (Braconidae). De wetenschappelijke naam van de soort werd voor het eerst geldig gepubliceerd door Villemant & Simbolotti in 2000.